# Düsseldorf Arcaden
De Düsseldorf Arcaden is een overdekt winkelcentrum in het stadsdeel Bilk in Düsseldorf. Het centrum is ook bekend als de Bilker Arcaden.

## Ligging
Het complex is gelegen in het stadsdeel Bilk in Düsseldorf. De voorzijde ligt aan de oostzijde aan de Friedrichstraße. Aan de noordzijde wordt het complex begrensd door de Bachstraße en aan de zuidzijde aan het naastgelegen trein-, S-Bahn en busstation Düsseldorf-Bilk. Aan de westzijde grenst het aan een plein met groen, een speelplaats en sportvelden.

## Geschiedenis
Midden van de jaren 1990 werd het goederenstation Bilker Güterbahnhof stilgelegd, waardoor een meer dan 5 hectare groot terrein vrij kwam. In eerste instantie verhuurde de Deutsche Bahn enige ruimten aan winkeliers en een Italiaans visrestaurant. Hoewel de voorstellingen uiteen liepen, waren zowel de Deutsche Bahn als de gemeente het eens dat er op dit terrein wat nieuws moest ontstaan.
Na bekendmaking van de potentiële investeerder mfi uit Essen en de plannen voor een winkelcentrum van 50.000 m² zorgde voor een verdere polarisering. Een Bürgermarkt waar de inwoners hun mening konden geven leidde tot een prijsvraag met het Münchense architectenbureau Allmann Sattler Wappner als winnaar uitkwam.
De plannen bleven tijdens de hele planningsfase controversieel vanwege de concurrentie met andere winkelcentra in de buurt en met de winkeliers in de stadsdelen Bilk, Unterbilk en Friedrichstadt. Hierop werd ingebracht dat men concurrerend moest blijven met nabij gelegen steden als Neuss en Solingen, waar soortgelijke plannen ontwikkeld werden.
De bouw van het winkelcentrum naar het ontwerp van Allmann Sattler Wappner Architekten startte in oktober 2006 en werd in het najaar van 2008 opgeleverd. De bouwkosten bedroegen zo'n € 260 miljoen. In 2018 wilde Hines Immobilien € 9 miljoen investeren in de moderinisering van het centrum om het zo meer te positioneren als het hart van het stadsdeel Bilk. De werkzaamheden zouden in 2019 zijn afgerond, maar werden uiteindelijk uitgesteld.

## Eigendom en beheer
Het centrum werd ontwikkeld door mfi uit Essen. In november 2006 werd 92,5 % van het centrum aan het Canadese Ivanhoe Cambridge. Deze verkocht het in 2015 aan de Amerikaanse investeringsmaatschappij Hines Immobilien. Het beheer is in handen van Unibail Rodamco Westfield.

## Gebruik
Het winkelcentrum telt zo'n 110 winkels verdeeld over drie verdiepingen. Het centrum heeft zijn hoofdingang aan de Friedrichstraße en een lange doodlopende winkelstraat met vides tussen de verschillende verdiepingen. De ankerhuurders zijn C&A, MediaMarkt, H&M, Aldi en Müller. Aan de zijde van de Bachstraße is een deels ondergrondse parkeergarage met 829 parkeerplaatsen. Daarnaast zijn er 17 woningen op 2200 m², een zwembad en het Stadsdeelkantoor.